# Günter Sockel

Günter Sockel (2010)

Günter Sockel (* 1. Juli 1934 in Oppeln; † 20. Mai 2014 in Brauweiler) war ein deutscher Maler.

## Leben
Günter Sockel wurde 1934 in Oppeln (Oberschlesien, ab 1945 Opole, jetzt Polen) geboren, wo der Vater eine Gaststätte („Schützenhaus“) gepachtet hatte. Der Vater stammte aus Zabrze (Oberschlesien; ab 1915 Hindenburg, ab 1945 wieder Zabrze; jetzt Polen), die Mutter aus Oppeln. Die Pacht des Schützenhauses wurde von Gliederungen der NSDAP aus politischen Gründen entzogen. Die Schultheiss-Brauerei (mit Sitz in Berlin und zahlreichen Brauorten) vermittelte dem Vater dann das Bahnhofshotel in Deschowitz (Oberschlesien; 1936 bis 1945 Odertal O.S., ab 1945 Zdzieszowice; jetzt Polen) zur Pacht, welches er erfolgreich führte.
Die Kindheit war geprägt vom familiären und gemeindlichen wirtschaftlichen Aufschwung, bedingt durch den zur Gemeinde gehörigen Wallfahrtsort Annaberg und die oberschlesische Industrie. Ab 1944 erlebte er schwere Zerstörungen der Ortschaft im Zuge der alliierten Luftangriffe und die Flucht der Familie im Jahr 1945.
Günter Sockel besuchte in Odertal die Volksschule, in Oppeln die Oberrealschule. 1945 flüchtete die Familie über Görlitz und Bautzen nach Dresden. Sie fand zunächst Aufnahme in einem Flüchtlingslager in Thüringen, dann in Mehlen bei Bad Godesberg. Günter verbrachte dort mit seinen beiden jüngeren Geschwistern Barbara und Werner die weitere Kindheit in anhaltender Armut. Die Eltern überlebten Flucht und Heimatverlust nur wenige Jahre.
In Bad Godesberg besuchte Günter Sockel erneut die Volksschule, dann das Gymnasium, das er mit der Mittleren Reife verließ. Es folgten eine Lehre zum Drucker, Schriftsetzer und Graphiker und ein Studium an der Werkkunstschule Köln. An der Kunsthochschule Düsseldorf bildete er sich fort. 
Günter Sockel war verheiratet und hatte zwei Kinder. Er lebte mit seiner Familie in Niederdollendorf.

## Schaffen
Beruflich war Günter Sockel als Graphiker, Atelierleiter, Werbe- und Verkaufsleiter tätig, zuletzt bei der Tageszeitung General-Anzeiger Bonn.
Als Maler wirkte Sockel nebenberuflich. Er schuf Veduten der verlorenen Heimatorte, u. a. von Odertal und der Wallfahrtsstätte Annaberg, sowie des Rhein- und Moselgebietes, vor allem des Siebengebirges.
Seine freie Malerei ist dem Surrealismus zuzuordnen. Sie zeigt den Menschen zerbrechend und einer tragischen Umwelt ausgesetzt, dennoch aufrechtstehend. Seine Werke reflektieren die traumatischen Erlebnisse der Kindheit. Zugleich sind sie allgemeingültige Darstellungen der physischen und psychischen Zerstörungen, die mit Krieg, Gewalt und entfesselter Industrie einhergehen. Eine Werkreihe Der achte Schöpfungstag nimmt Bezug auf den Roman The Eighth Day (1967, deutsch „Der achte Schöpfungstag“ 1968) von Thornton Wilder, der sich mit der Herleitung und den Folgen eines Mordes in zwei Familien befasst. Die Serie Output reflektiert das Schöpferische in einer von Immissionen beeinträchtigten Existenz.
Die Ausbildung Sockels zum Graphiker bedingt die Faktur vieler Werke: „Sockel zeichnet mit feinstem Bleistift auf Leinenkarton. Nur die erhabene Leinenstruktur wird (…) mehr oder weniger geschwärzt. Das Leinenmuster tritt überdeutlich hervor, ist eigentlicher Träger des Bildlichen. Alles Dargestellte erhält eine stoffliche Struktur“. (Reimann, S. 278)
2005 veröffentlichte Günter Sockel unter dem Titel Kain lebt eine Autobiographie.

## Werke (Auswahl)
- Bundeskanzler Konrad Adenauer (Porträt, Privatbesitz, 1959, 100 cm × 80 cm, Öl auf Leinwand)
- Annaberg (Rathaus Zdzieszowice, 1980, 100 cm × 120 cm, Öl auf Leinwand)

## Ausstellungen (Auswahl)
„Er beteiligte sich an zahlreichen Ausstellungen, auch im Ausland, wie etwa in der Art-Galerie Cronulla in Sidney und im deutschen Kulturinstitut in Ankara. Ihm selbst wurden auch mehrere Einzelausstellungen gewidmet. In Erinnerung sind insbesondere seine Ausstellungen im Contra-Kreis in Bonn und im Max Dauthenday-Saal in Würzburg.“ (Reimann, S. 277)
- Würzburg (Stiftung Kulturwerk Schlesien, Max Dauthenday-Saal), 3.–29. Juli 1978